# 2068
Rok 2068 (MMLXVIII) gregoriánského kalendáře začne v neděli 1. ledna a skončí v pondělí 31. prosince.

## Předpokládané a naplánované události
- Budou se konat Letní olympijské hry 2068
- Bude otevřena kapsle Helium Centennial Time Columns Monument umístěná o 100 let dříve v Amarillu v Texasu
- 12. dubna – Existuje malá šance, že asteroid Apophis zasáhne zemi